# Anne Campbell
Anne Campbell, född 1940, är en brittisk Labourpolitiker. Hon var parlamentsledamot för valkretsen Cambridge från 1992 till 2005. Hon är den första brittiska parlamentsledamoten med egen webbsida (sedan 1994). Hon var Parliamentary Private Secretary åt kabinettsmedlemmen Patricia Hewitt till 2003, då hon avgick i protest mot Irakkriget.
Hon var tidigare politiker i Cambridgeshires grevskapsfullmäktige och har studerat matematik vid University of Cambridge.